# 萊基皮亞郡

在肯尼亚的位置

萊基皮亞郡，是肯亞的一個郡，位於該國西部，首府設於納紐基，始建於2013年3月4日，面積8,696.1平方公里，2009年人口399,227，人口密度每平方公里45.91人。